# Bernt Ivar Eidsvig
Bernt Ivar Markus Eidsvig CRSA (* 12. září 1953, Rjukan, Norsko) je norský katolický kněz a biskup, od roku 2005 biskup v Oslu a v letech 2009–2020 apoštolský administrátor trondheimské prelatury.
Biskup Eidsvig je také komturem s hvězdou Řádu Božího hrobu a velkopřevorem jeho magistrální delegace v Norsku.